# Marouan Azarkan
Marouan Azarkan (Rotterdam, 8 dicembre 2001) è un calciatore olandese, attaccante dell'Al-Nasr.

## Carriera

### Club
Cresciuto nel settore giovanile del Feyenoord, esordisce in prima squadra il 15 settembre 2019, in occasione dell'incontro di Eredivisie vinto per 3-2 contro l'ADO Den Haag. Dopo solo due presenze in campionato, il 1º febbraio 2021 passa in prestito al NAC Breda fino al termine della stagione. Il 9 agosto 2021 viene ceduto in prestito all'Excelsior. Il 5 luglio 2022, dopo aver ottenuto la promozione in Eredivisie, il prestito viene rinnovato per un'altra stagione. Il 6 agosto successivo realizza la sua prima rete nella massima divisione olandese, nella vittoria per 2-0 in casa del Cambuur.

### Nazionale
Ha rappresentato le nazionali giovanili olandesi.

## Statistiche

### Presenze e reti nei club
Statistiche aggiornate al 4 settembre 2022.
| Stagione        | Squadra         | Campionato      | Campionato | Campionato | Coppe nazionali | Coppe nazionali | Coppe nazionali | Coppe continentali | Coppe continentali | Coppe continentali | Altre coppe | Altre coppe | Altre coppe | Totale | Totale |
| Stagione        | Squadra         | Comp            | Pres       | Reti       | Comp            | Pres            | Reti            | Comp               | Pres               | Reti               | Comp        | Pres        | Reti        | Pres   | Reti   |
| --------------- | --------------- | --------------- | ---------- | ---------- | --------------- | --------------- | --------------- | ------------------ | ------------------ | ------------------ | ----------- | ----------- | ----------- | ------ | ------ |
| 2019-2020       | Feyenoord       | ED              | 1          | 0          | CO              | -               | -               | UEL                | -                  | -                  |             | -           | -           | 1      | 0      |
| 2020-feb. 2021  | Feyenoord       | ED              | 1          | 0          | CO              | 0               | 0               | UEL                | 0                  | 0                  |             | -           | -           | 1      | 0      |
| feb.-giu. 2021  | NAC Breda       | 1D              | 8+3        | 0          | CO              | -               | -               |                    | -                  | -                  |             | -           | -           | 11     | 0      |
| 2021-2022       | Excelsior       | 1D              | 31+5       | 10+3       | CO              | 1               | 0               |                    | -                  | -                  |             | -           | -           | 37     | 13     |
| 2022-2023       | Excelsior       | ED              | 4          | 1          | CO              | 0               | 0               |                    | -                  | -                  |             | -           | -           | 4      | 1      |
| Totale carriera | Totale carriera | Totale carriera | 53         | 14         |                 | 1               | 0               |                    | 0                  | 0                  |             | -           | -           | 54     | 14     |